# Rambolitrain
Le Rambolitrain est un musée du train miniature situé à Rambouillet (Yvelines).

## Descriptif
Ce musée a été fondé en 1984 par deux passionnés de modélisme ferroviaire : Jacques Visbecq, possesseur d’une importante collection de trains miniatures, et Alain Baldit, également passionné par la maquette ferroviaire. Le premier fait don à la municipalité de la demeure en meulière (construite fin XIXe siècle) qu'il possède en plein centre ville (place Jeanne-d'Arc).
Celle-ci, devenue musée, accueille sur deux étages plus de 4 000 pièces de collection, essentiellement de trains-jouets (de production artisanale ou industrielle, pendant les XIXe et XXe siècles), et un réseau fonctionnel dont les voies s'étirent sur 500 mètres, avec des trains miniatures roulant, à l'échelle 1/43e.
Le musée propose également plusieurs fois par an de monter dans le petit train (voie de 184 mm d'écartement) qui circule alors dans le jardin du musée, autour du bâtiment. Ce train fonctionne à vapeur avec chauffe au charbon.

### Galerie

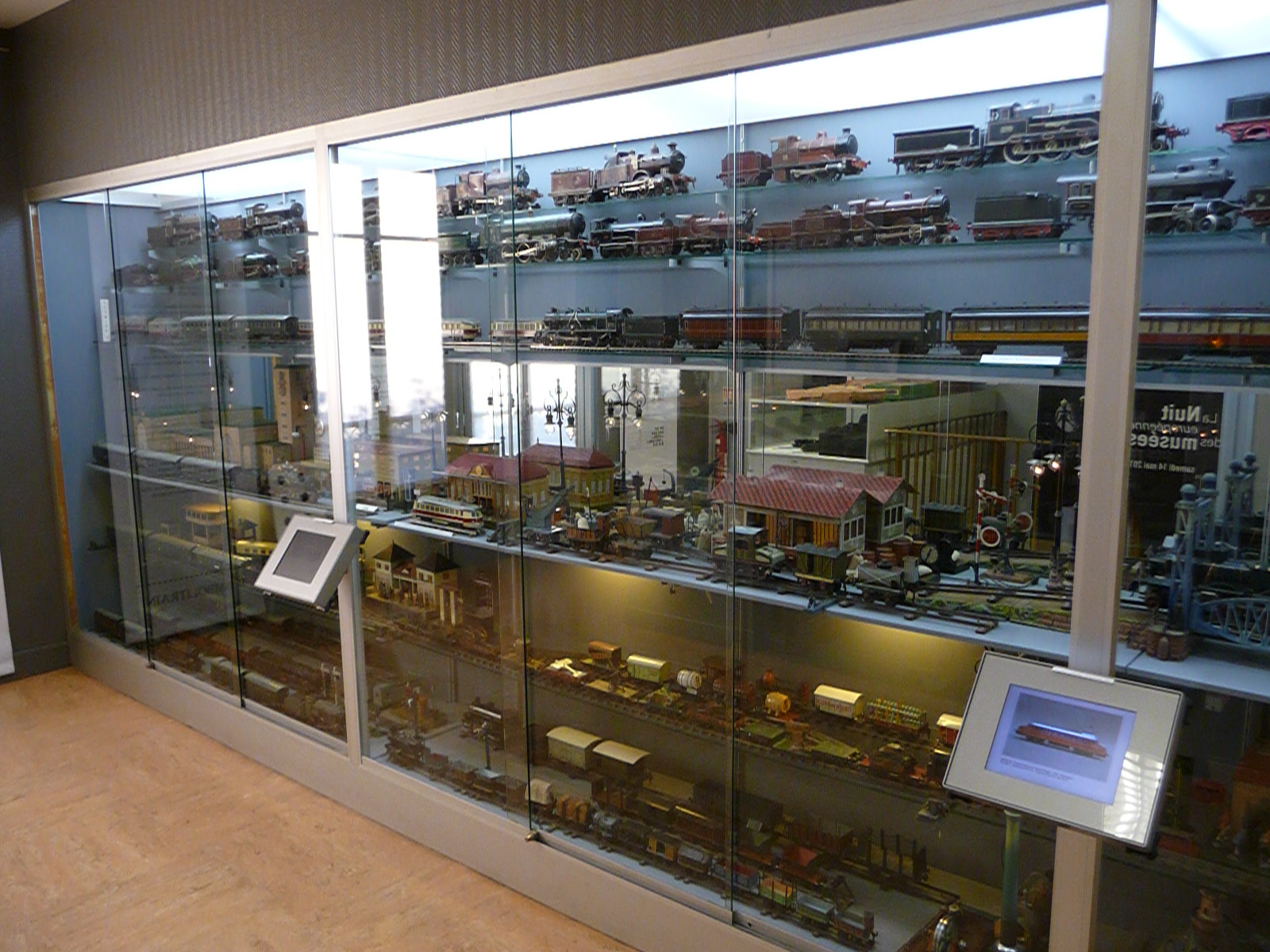
Vitrines d'exposition du 1er étage.
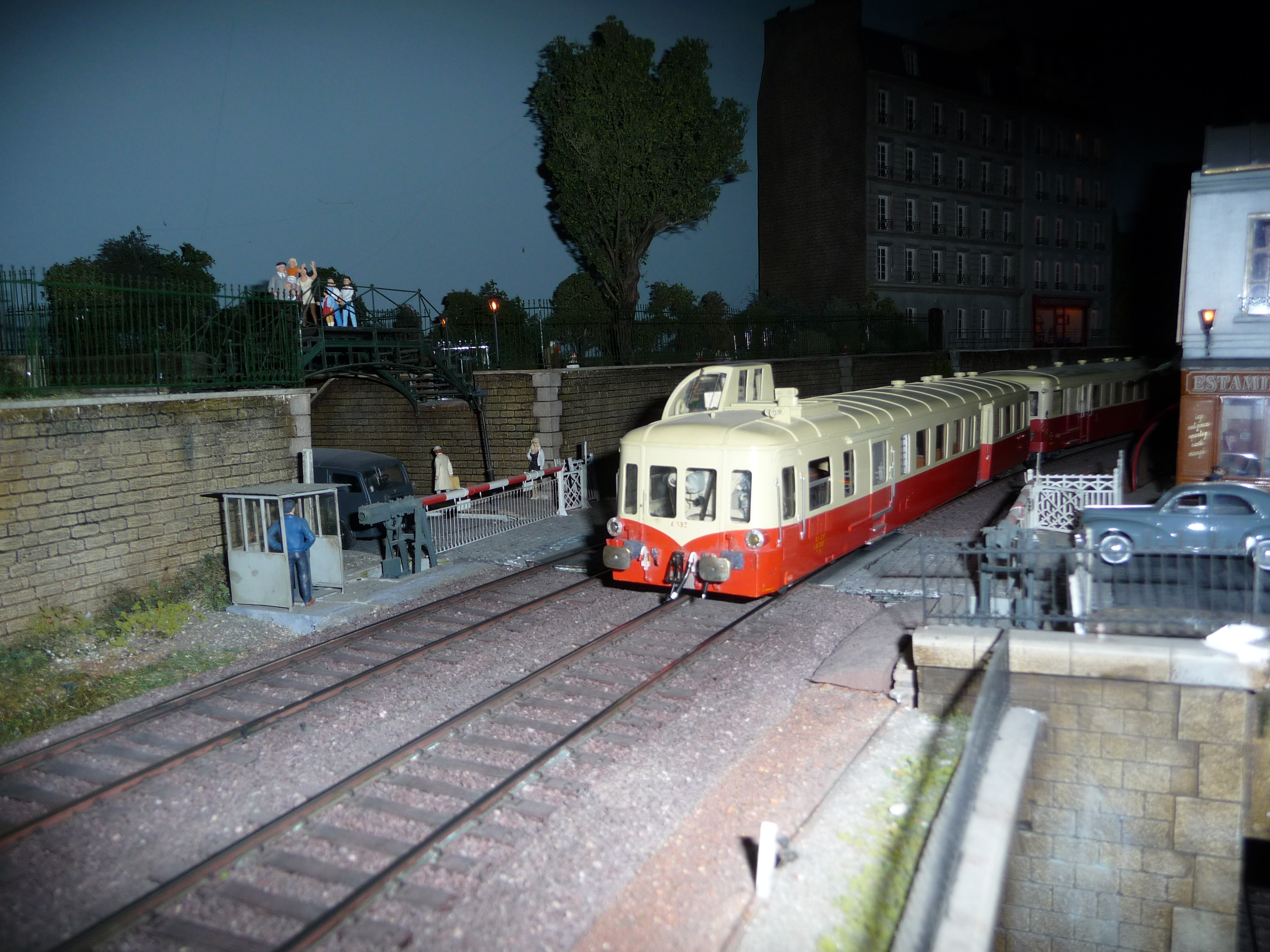
Un train sur la maquette du second étage.
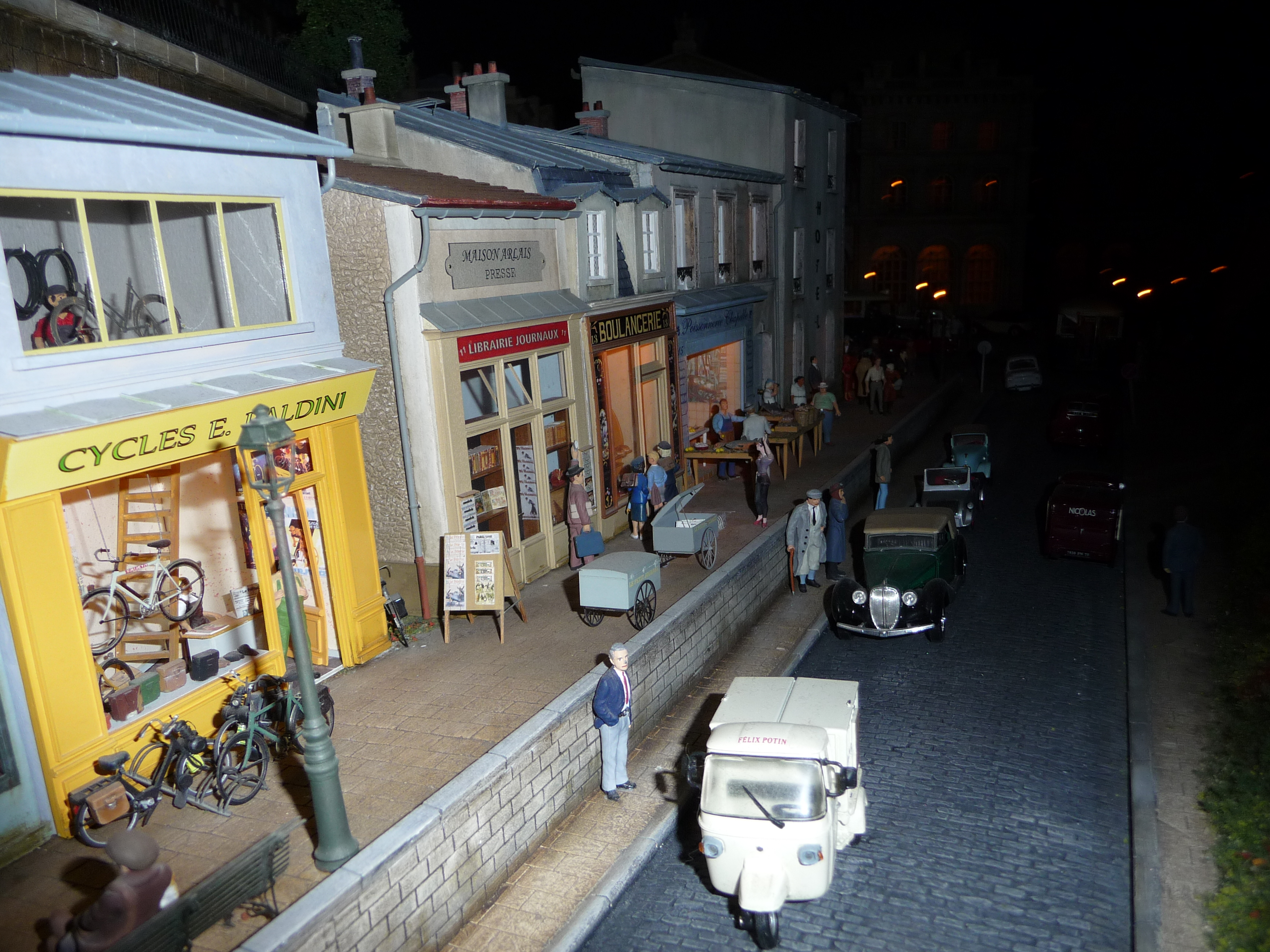
Une ruelle de la maquette, de nuit.
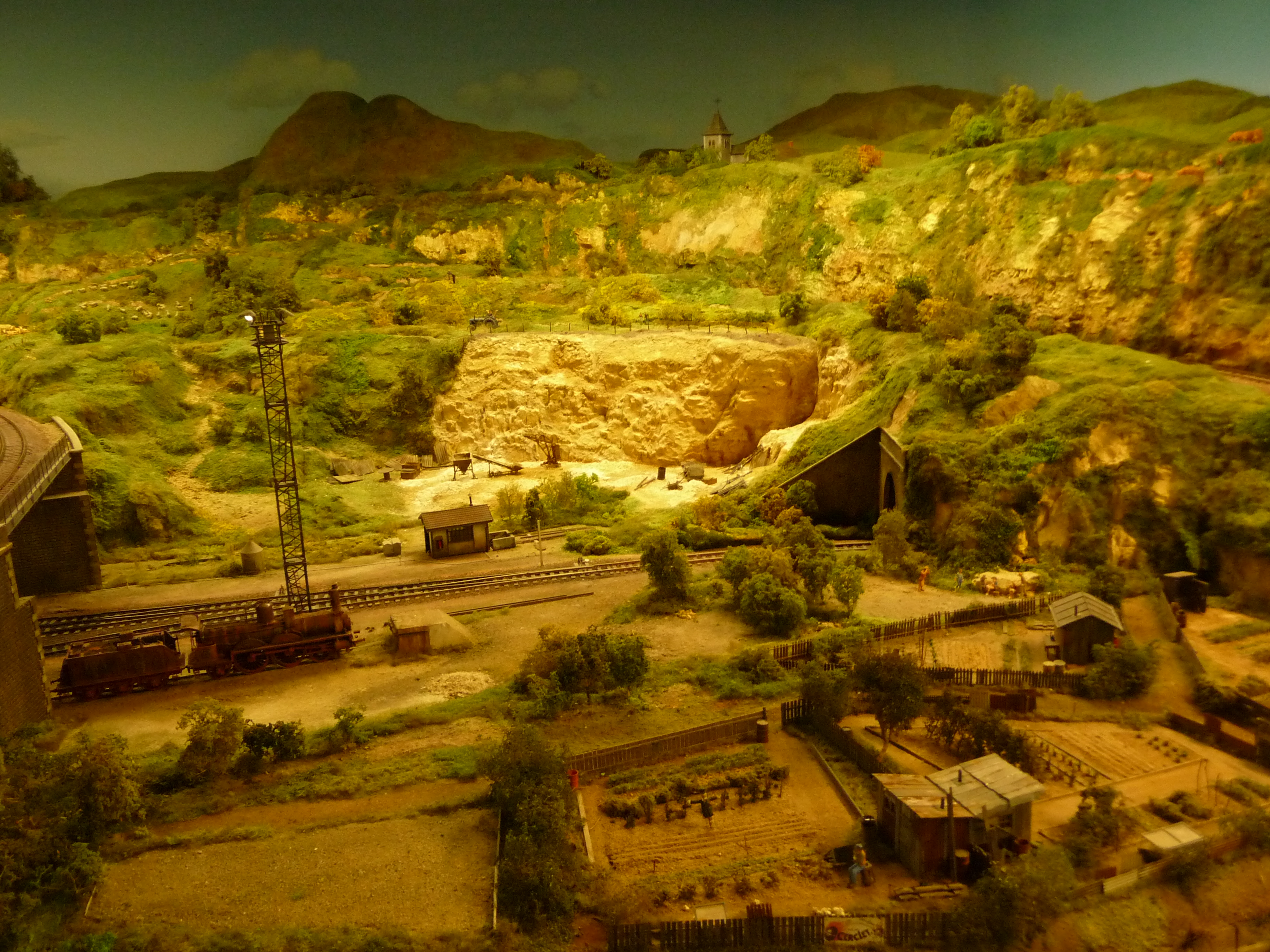
Une partie de la maquette ferroviaire.
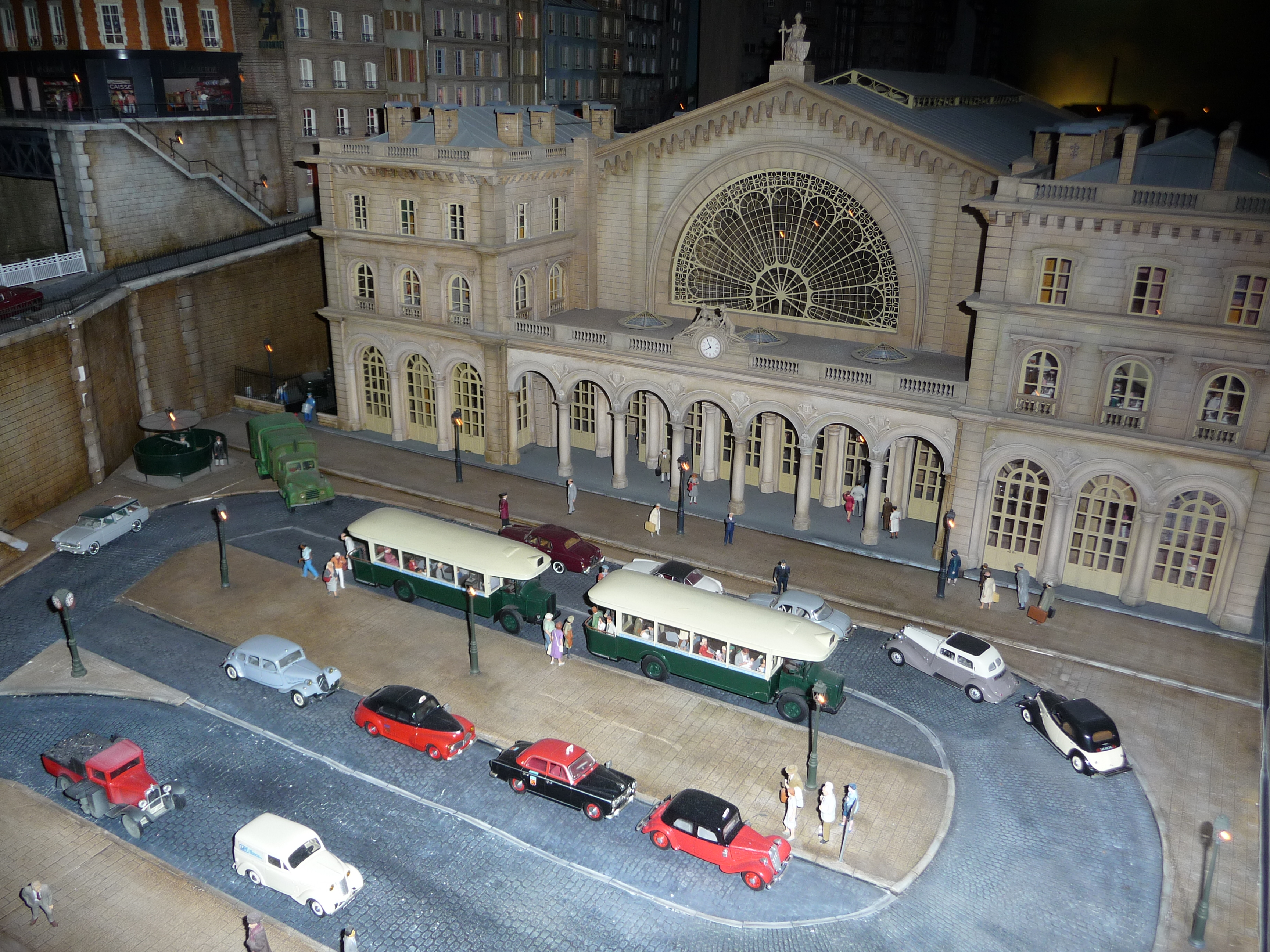
Façade de la gare de Paris-Est.
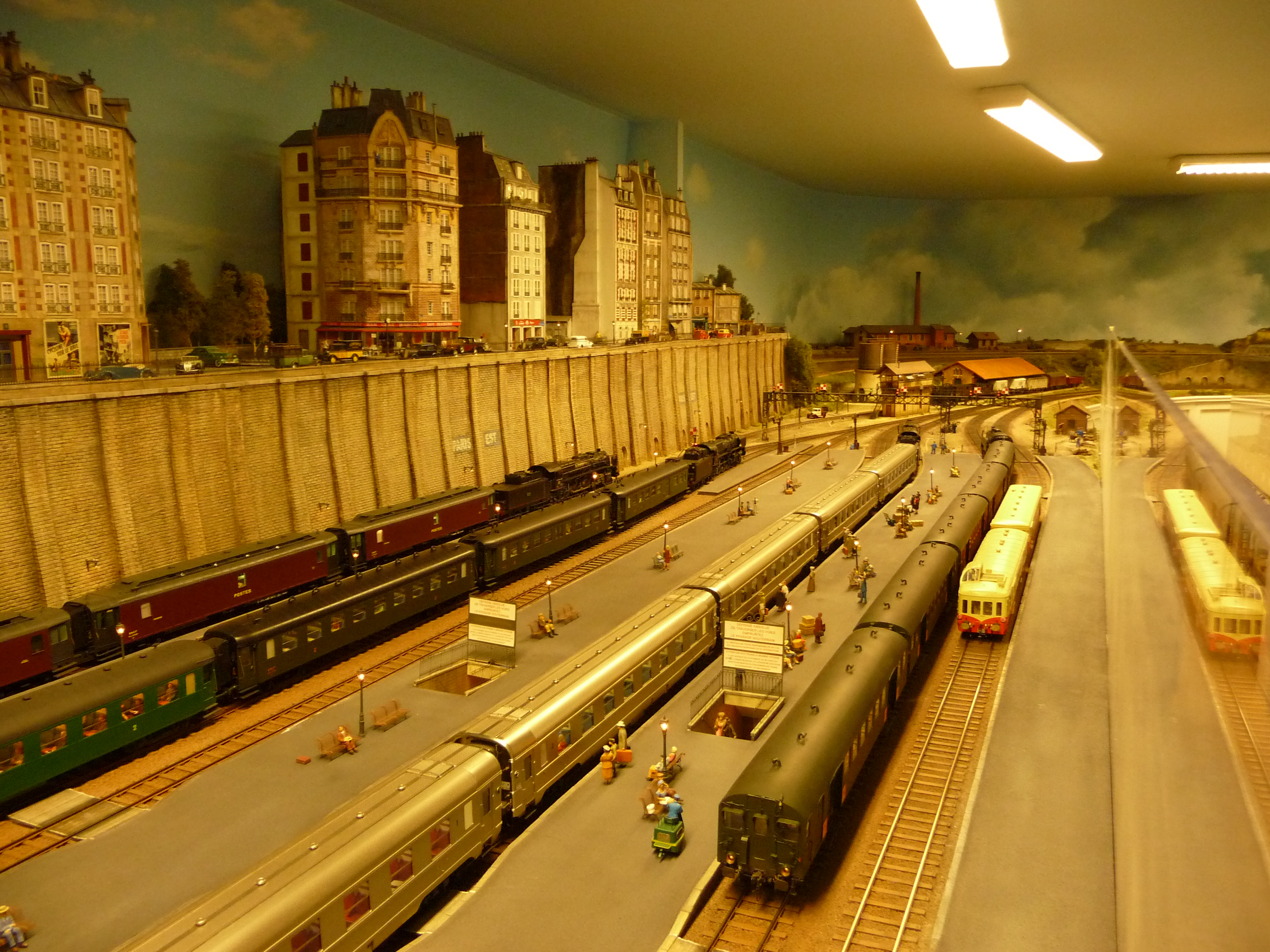
Quais de la gare de Paris-Est.
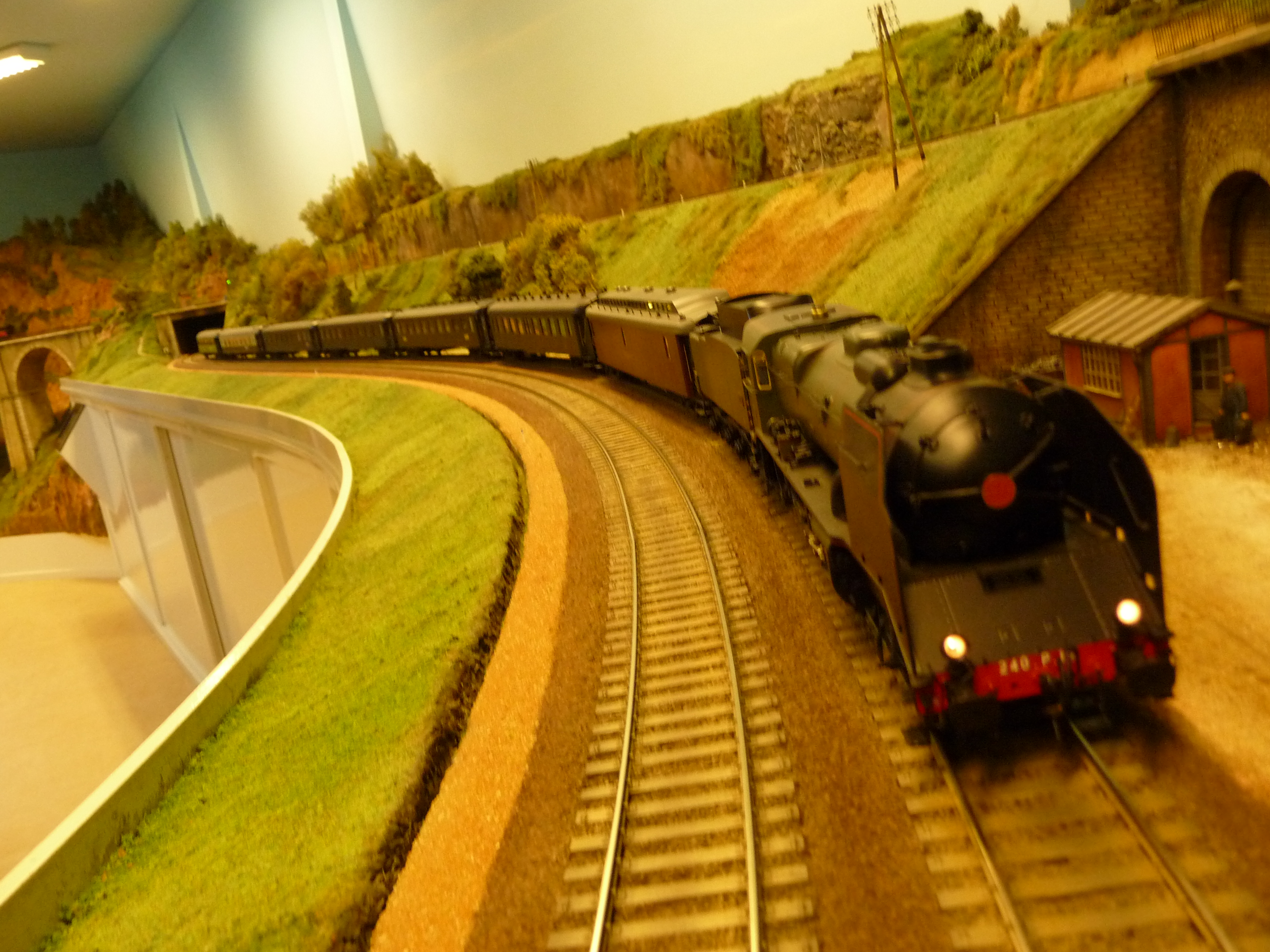
Trains circulant.
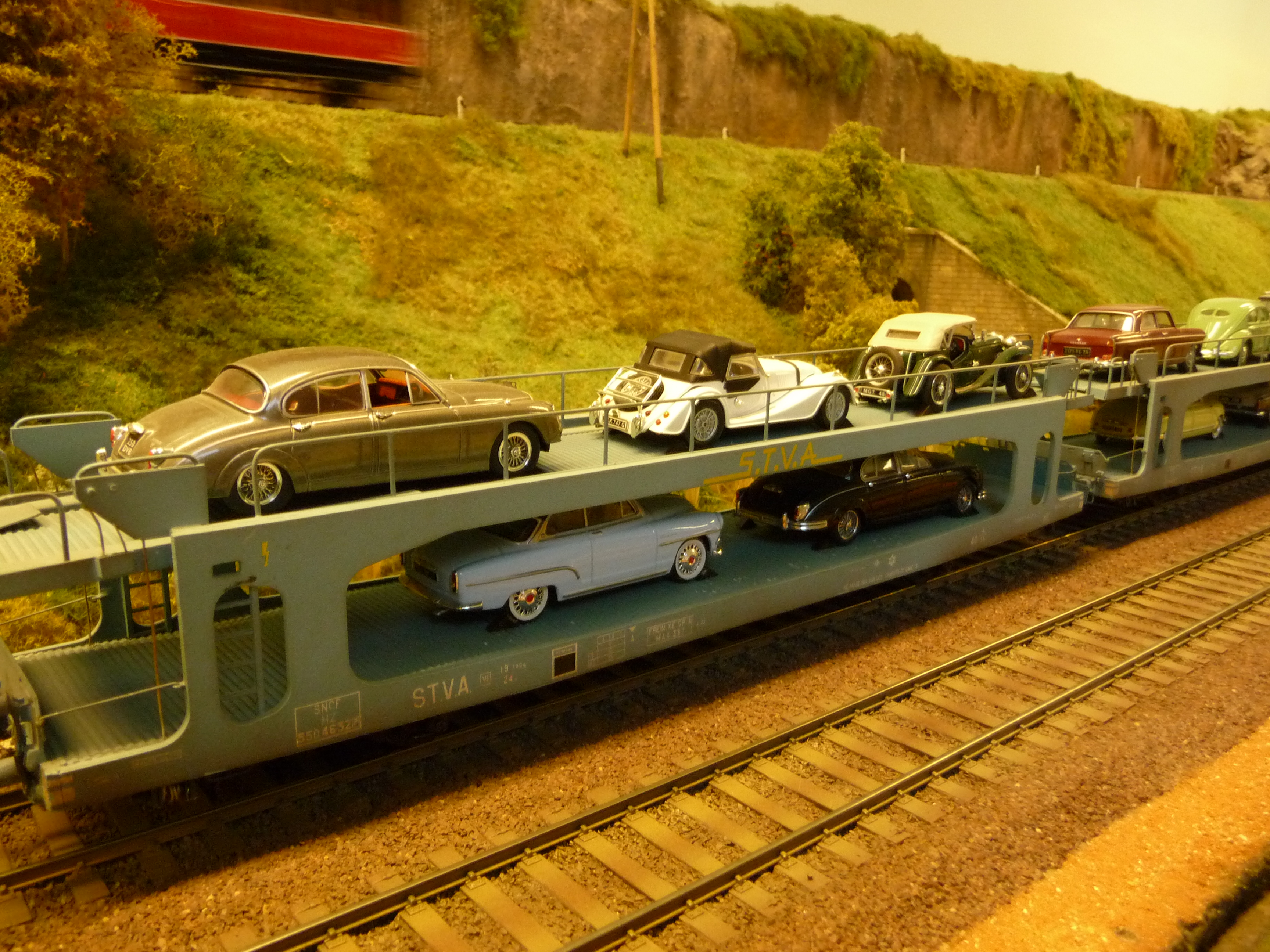
Train transportant des voitures.